# 最強肉盾的迷宮攻略～擁有稀少技能體力9999的肉盾，被勇者隊伍辭退了～
《最強肉盾的迷宮攻略～擁有稀少技能體力9999的肉盾，被勇者隊伍辭退了～》是木嶋隆太所創作的日本輕小說，擔任插畫，於2018年7月13日起在《成為小說家吧》連載。小說的標題由《最強肉盾的迷宮攻略》變更。
作為媒體組合，改編漫畫由如月命作畫，於2019年5月4日起在《Manga Up!》連載。
改編電視動畫於2024年1月首播。

## 角色列表

### 主要角色
路德（聲：笠間淳、稻瀨葵（幼少期））
瑪妮西婭的哥哥，最喜歡的食物是番茄，有史以來防禦最高的冒險者。使用巨大盾牌格擋敵方攻擊的坦克，擁有吸引敵人的注意力的技能“挑釁”，免疫異常狀態的“強健肉體”。妹控，很溺愛他的妹妹瑪妮西婭。作為冒險者的等級是最低的F，但這是因為他忽略了等級的更新，實際能力並不比S等級差。有一種名為「生命轉換」的技能，可以根據被磨損的護盾數值來增加攻擊力。以及一種名為「犧牲之盾」的技能，當隊伍中有同伴受到攻擊時，可以接管護盾的磨損，並增強自己與同伴狀態的強韌度，當他和吉古拉斯一起組隊時，他並不知道這兩種技能，導致吉古拉斯視他沒有做好肉盾的本分，將他驅逐出隊伍。被放逐後他在護送商人回國時，救出了在森林中徘徊的露娜，並讓她鑑定了技能，這讓他發現了技能的存在。引開魔物、轉移損傷和擁有自我回復的能力，使他在戰鬥中扮演著關鍵的角色。
妮恩（聲：本渡楓）
教會的聖女。公爵的三女。雖然地位高，但性格對每個人都很友善，屬於英雄小隊，擅長恢復魔法。她愛上了路德並希望和他談戀愛。之後吉古拉斯一行人解散，隻身趕到了路德和瑪妮西婭的家，並開始居住在他們家。
露娜（聲：市之瀨加那）
有着銀色頭髮、藍色眼睛的人造人少女。擁有鑑定技能。與外表相反，她擁有極高的戰鬥能力，不擅長早起。路德發現了在森林中徘徊的她並保護起來，最後居住在路德家。有時她會為他們做早餐。經常稱呼路德為主人，並且喜歡他。
瑪妮西婭（聲：小倉唯）
路德的妹妹。有著黑長髮、像洋娃娃般的可愛女孩。特徵是從頭頂長出一根呆毛，擁有能夠根據情緒搖擺的獨特構造。因生來身體虛弱，不能常外出。擅長做菜，兄控，很喜歡她的哥哥。路德完成攻略迷宮得到的魔石，身患不治之症的瑪妮西婭的病症得到緩解。
莉莉亞（聲：大橋彩香）
公會職員。莉莉的雙胞胎姊姊。擅長快攻的攻擊手，在隊伍中是可靠的存在。有遭受父母親家暴後離家出走的心理陰影，她對妹妹莉莉過度保護。平日間是個直爽的大姐頭，不擅長穿著女孩子氣的衣服。她對路德有感情，並在他給她和莉莉建議後感謝他的幫助。
莉莉（聲：優木加奈）
公會職員。莉莉亞的雙胞胎妹妹。不擅長積極的自我表達，個性靦腆但內心很堅強。有遭受父母親家暴後離家出走的心理陰影，為自己如此依賴姊姊莉莉亞而感到抱歉，並想離開她。有著能夠在迷宮階層間移動的技能「迷宮傳送」。莉莉像她的姊姊一樣對路德有感情，並且是唯一親吻路德的女孩。
瑪里烏斯（聲：岡本信彥）
阿凡錫亞迷宮的守護者，打扮成武士的男人。平時像小孩子一樣純真，卻很喜歡戰鬥。在第十層迷宮與路德和他的朋友們戰鬥後筋疲力盡，他將阿凡錫亞迷宮的管理權，交給了路德和他的朋友們。自己也成為路德和其他人的朋友，並陪伴他們踏上旅程，一起幫助攻略迷宮。
亞蒙・斯蘿絲（聲：久野美咲）
凱路德迷宮的守護者，吸血鬼女性，還可以幻化為巨狼型態。武器是一把扇子，擅長風屬性魔法，外表看似可爱的少女，但实际年龄在300岁以上。在第五十一層迷宮與路德和他的朋友們戰鬥，最後被與莉莉亞融合的莉莉擊敗，與瑪里烏斯一樣成為路德等人的朋友。

### 勇者隊伍及其他冒險者
吉古拉斯（聲：增田俊樹）
勇者，路德的前任隊伍領導人。故事前期視路德沒有做好肉盾的本分，而把路德開除出隊伍並拉來紗綾來頂替。擁有“生命爆發”，可以透過消耗護盾來增強身體能力。非常驕傲，固執地拒絕承認自己的失敗。乍看之下沒有缺點，因為路德的「犧牲之盾」接管了「生命爆發」造成的護盾消耗。結果他胡亂使用“生命爆發”，浪費了路德的護盾，卻沒有意識到它的弊端。由於「犧牲之盾」不再取代護盾，「生命爆發」變得難以使用，並且狀態增強的好處也被移除。儘管如此，他還是強迫自己去挑戰更高等級的怪物，結果失敗了，所以隊伍成員放棄他而解散。
紗綾（聲：田中有紀）
女子坦克。新成員。被稱為迴避型肉盾，它會吸引敵人的注意力，但不會被攻擊，而是透過躲避、並同時攻擊來進行戰鬥。吉古拉斯攻略迷宮失敗受重創後，吉古拉斯將所有過錯全部推卸給她，使她黯然離隊。
修格爾（聲：堀江瞬）
教會的騎士。

### 阿凡錫亞
米蕾娜（聲：篠原侑）
阿凡錫亞鐵匠舖的女兒，路徳好友。路德不在期間，對其妹妹瑪妮西婭照顧有加。
菲爾（聲：渡部紗弓）
阿凡錫亞警備隊副隊長，路徳好友。路德不在期間，對其妹妹瑪妮西婭照顧有加。
雷吉爾（聲：江田拓寛）
米蕾娜的父親。
吉吉婆（聲：中根久美子）
鎮上的藥師，一直以來為瑪妮西婭做了很多藥。
維爾特（聲：いとうさとる）
阿凡錫亞警備隊隊長，菲爾的父親。

### 黑龍之牙
哥修（聲：松田健一郎）
黑龍之牙的團長。
艾克（聲：菅野勇城）
黑龍之牙的副團長，當初曾給吉古拉斯提議讓路德退隊的元兇。

### 白虎之爪
盧特爾（聲：石田嘉代）
白虎之爪的團長。
辛西婭（聲：高尾奏音）
白虎之爪的副團長。

### 人造人
薩米彌娜（聲：三森鈴子）
擁有很強戰鬥力的少女戰士。
菲亞（聲：諸星堇）
一位跑來向路德求助的少女。請求幫助拯救她的朋友。

### 迷宮守護者及魔王
瑪里烏斯（聲：岡本信彥）
參照#主要角色
亞蒙・斯蘿絲（聲：久野美咲）
參照#主要角色
葛利德（聲：森川智之）
葛利德迷宮的守護者，魔王，創造人造人作為終極力量存在的實驗。為了自己的研究，不顧他人的苦痛。

## 出版書籍

### 輕小說
| 卷數 | 主婦之友社     | 主婦之友社             |
| 卷數 | 發售日期       | ISBN                   |
| ---- | -------------- | ---------------------- |
| 1    | 2019年4月30日  | ISBN 978-4-07-438133-3 |
| 2    | 2019年10月31日 | ISBN 978-4-07-441000-2 |
| 3    | 2020年6月30日  | ISBN 978-4-07-443915-7 |
| 4    | 2021年8月31日  | ISBN 978-4-07-449243-5 |
| 5    | 2023年2月25日  | ISBN 978-4-07-454830-9 |
| 6    | 2023年12月28日 | ISBN 978-4-07-456697-6 |
| 7    | 2024年3月29日  | ISBN 978-4-07-459477-1 |
| 8    | 2024年9月30日  | ISBN 978-4-07-460820-1 |

### 漫畫
| 卷數 | 史克威爾艾尼克斯 | 史克威爾艾尼克斯       | 青文出版       | 青文出版               |
| 卷數 | 發售日期         | ISBN                   | 發售日期       | ISBN                   |
| ---- | ---------------- | ---------------------- | -------------- | ---------------------- |
| 1    | 2019年10月12日   | ISBN 978-4-7575-6347-6 | 2023年8月7日   | ISBN 978-626-36-2202-9 |
| 2    | 2020年2月12日    | ISBN 978-4-7575-6428-2 | 2024年3月7日   | ISBN 978-626-38-3217-6 |
| 3    | 2020年9月7日     | ISBN 978-4-7575-6827-3 | 2024年10月30日 | ISBN 978-626-39-9559-8 |
| 4    | 2021年3月5日     | ISBN 978-4-7575-7131-0 | 2025年6月19日  | ISBN 978-626-42-2558-8 |
| 5    | 2021年9月7日     | ISBN 978-4-7575-7450-2 |                |                        |
| 6    | 2022年2月7日     | ISBN 978-4-7575-7726-8 |                |                        |
| 7    | 2022年9月7日     | ISBN 978-4-7575-8117-3 |                |                        |
| 8    | 2023年2月7日     | ISBN 978-4-7575-8385-6 |                |                        |
| 9    | 2023年10月6日    | ISBN 978-4-7575-8835-6 |                |                        |
| 10   | 2023年12月7日    | ISBN 978-4-7575-8941-4 |                |                        |
| 11   | 2024年5月7日     | ISBN 978-4-7575-9174-5 |                |                        |
| 12   | 2024年10月7日    | ISBN 978-4-7575-9456-2 |                |                        |
| 13   | 2025年4月7日     | ISBN 978-4-7575-9783-9 |                |                        |

## 電視動畫
改編電視動畫於2024年1月在朝日放送電視台、全日本新聞網的「ANiMAZiNG!!!」時段播出。

### 製作人員
- 原作：木嶋隆太
- 角色原案：
- 導演：熨斗谷充孝
- 系列構成、劇本：雨宮瞳（日语：雨宮ひとみ）
- 人物設定：永井泰平
- 動畫製作：STUDIO POLON

### 主題曲
片頭曲Brave
作詞、作曲：，編曲：脇真富，主唱：Ireisu
片尾曲
作詞、作曲：，編曲：水野谷怜，主唱：Ireisu

### 各話列表
| 話數 | 日文標題 | 中文標題     | 分鏡              | 演出                  | 作畫監督 | 總作畫監督          | 首播日期      |
| ---- | -------- | ------------ | ----------------- | --------------------- | --- | ------------------- | ------------- |
| 1    |          | 離開隊伍     | 熨斗谷充孝        | 泉保良輔              | 清水惠藏、野上慎也 那須野文、山本径子 | 永井泰平            | 2024年 1月6日 |
| 2    |          | 回到阿凡錫亞 | 神崎雄二          | 月野正志              | 羽野廣範、 Revival、Big Owl、 無錫旭陽動畫製作有限会社                                                                                            | 永井泰平、 山本径子 | 1月13日       |
| 3    |          | 未知的魔物   | 前澤大樹          | 清水明                | 北島勇樹、江原小百合、長濵睦輝 | 永井泰平            | 1月20日       |
| 4    |          | 任性         | 吉川浩司、 竹内光 | 矢野孝典              | Chang Bum-Chul、Lee Seok-Yoon Kim Dae-Jung、Lee Jong-Kook                                                                                         | 永井泰平            | 1月27日       |
| 5    |          | 邁向夢想     | 辻橋綾佳          | 辻橋綾佳              | 野上慎也、Go Yu-il 榎本彩芽、Kim Hyeon-gyeong 齋藤真珠、Jung hyun soo、山本径子                                                                   | 永井泰平            | 2月3日        |
| 6    |          | 迷宮管理者   | 神崎雄二          | 月野正志              | 羽野廣範、北川太郎 無錫旭陽動畫製作有限会社 | 永井泰平            | 2月10日       |
| 7    |          | 抵達凱路德   | 前澤大樹          | 粟井重紀              | 宇津木勇、山本径子 Han Seung Hui、桝井一平、蕭宇庭 石井麻衣、小西亞實、手塚                                                                       | 永井泰平            | 2月17日       |
| 8    |          | 莉莉亞與莉莉 | 内野宮晃希        | 清水明                | 飯飼一幸、關鵬 | 永井泰平            | 2月24日       |
| 9    |          | 亞蒙・斯蘿絲 | 前澤大樹          | 日下部優樹、 角原勇輝 | Han Seung Hui、野上慎也、山本径子 桝井一平、齋藤真珠、清田華穗 榎本彩芽、杜林桂、蕭宇庭 手塚、安西佳惠、那須野文                                  | 永井泰平            | 3月2日        |
| 10   |          | 異國的人造人 | 神崎雄二          | 月野正志              | Big Owl、十文字 無錫旭陽動畫製作有限会社 | 山本径子            | 3月9日        |
| 11   |          | 魔物的襲擊   | 黑瀨大輔          | 江副仁美              | 廣中千惠美、Lee Seok Yoon 李品華、趙親雲 上海炫舟文化傳媒有限公司                                                                                 | 永井泰平、 山本径子 | 3月16日       |
| 12   |          | 魔之力       | 熨斗谷充孝        | 熨斗谷充孝            | 野上慎也、Han Seung Hui 山本径子、杜林桂、蕭宇庭 榎本彩芽、齋藤真珠、清田華穗 那須野文、德川惠梨、小西亞實 Go Yu-il、Kim Hyeon-gyeong、Jo mi-jung | 永井泰平            | 3月23日       |

### BD
| 卷數 | 發售日期     | 收錄話數       | 規格編號   |
| ---- | ------------ | -------------- | ---------- |
| BOX  | 2024年8月7日 | 第1話 - 第12話 | ABCX-00339 |

### 播映平台
| 播映地區 | 播映平台                           | 播映日期              | 播映時間             | 備註 |
| --- | ---------------------------------- | --------------------- | -------------------- | ---- |
| 臺灣 | 巴哈姆特動畫瘋                     | 2024年1月7日－3月24日 | 星期日 0:00（UTC+8） |      |
| 臺灣 | KKTV                               | 2024年1月7日－3月24日 | 星期日 0:00（UTC+8） |      |
| 臺灣 | LINE TV                            | 2024年1月7日－3月24日 | 星期日 0:00（UTC+8） |      |
| 臺灣 | MyVideo                            | 2024年1月7日－3月24日 | 星期日 0:00（UTC+8） |      |
| 臺灣 | LiTV 線上影視                      | 2024年1月7日－3月24日 | 星期日 0:00（UTC+8） |      |
| 香港、澳門、台灣、馬來西亞、新加坡 | Ani-One中文官方動畫頻道（YouTube） | 2024年1月7日－3月24日 | 星期日 0:00（UTC+8） |      |
| 北美、中美洲、南美、歐洲、非洲、大洋洲、中東、獨聯體、印度、汶萊、柬埔寨、香港、印度尼西亞、寮國、澳門、馬來西亞、緬甸、菲律賓、新加坡、臺灣、泰國、越南 | Crunchyroll                        | 2024年1月6日－3月23日 | 星期六 11:00（UTC）  |      |

## 來源
1. 1 2  . 小説家になろう. ヒナプロジェクト.   [2023-10-21] （日语）.
2. ↑  . コミックナタリー (ナターシャ). 2019-10-13  [2023-10-21]. （原始内容存档于2024-01-06） （日语）.
3. 1 2  . コミックナタリー (ナターシャ). 2023-10-05  [2023-10-21]. （原始内容存档于2023-10-14） （日语）.
4. 1 2 3 4 5 6 7 8 9 10 11 12  . 公式ホームページ.   [2023-12-01]. （原始内容存档于2024-01-09） （日语）.
5. ↑  . 主婦の友社.   [2023-10-21]. （原始内容存档于2024-01-04） （日语）.
6. ↑  . 主婦の友社.   [2023-10-21]. （原始内容存档于2024-01-04） （日语）.
7. ↑  . 主婦の友社.   [2023-10-21]. （原始内容存档于2023-12-20） （日语）.
8. ↑  . 主婦の友社.   [2023-10-21]. （原始内容存档于2023-12-31） （日语）.
9. ↑  . 主婦の友社.   [2023-10-21]. （原始内容存档于2023-12-01） （日语）.
10. ↑  . スクウェア・エニックス.   [2023-10-21]. （原始内容存档于2023-12-01） （日语）.
11. ↑  . 青文出版.   [2023-10-21]. （原始内容存档于2023-10-23）.
12. ↑  . スクウェア・エニックス.   [2023-10-21]. （原始内容存档于2023-12-01） （日语）.
13. ↑  . 青文出版.   [2024-11-24]. （原始内容存档于2025-01-23） （中文（臺灣））.
14. ↑  . スクウェア・エニックス.   [2023-10-21]. （原始内容存档于2023-12-01） （日语）.
15. ↑  . 青文出版.   [2024-11-24] （中文（臺灣））.
16. ↑  . スクウェア・エニックス.   [2023-10-21]. （原始内容存档于2023-12-01） （日语）.
17. ↑  . 青文出版.   [2025-06-23].
18. ↑  . スクウェア・エニックス.   [2023-10-21]. （原始内容存档于2023-12-01） （日语）.
19. ↑  . スクウェア・エニックス.   [2023-10-21]. （原始内容存档于2023-12-01） （日语）.
20. ↑  . スクウェア・エニックス.   [2023-10-21]. （原始内容存档于2023-12-01） （日语）.
21. ↑  . スクウェア・エニックス.   [2023-10-21]. （原始内容存档于2023-12-01） （日语）.
22. ↑  . スクウェア・エニックス.   [2023-10-21]. （原始内容存档于2023-12-05） （日语）.

## 外部連結
- 小說連載網站（日語）
- 漫畫連載網站（日語）
- 電視動畫官方網站（日語）
- 電視動畫的X（前Twitter）（日語）